# ベルギー労働者党
ベルギー労働者党 (ベルギーろうどうしゃとう、オランダ語: Partij van de Arbeid van België、 PVDA; フランス語: Parti du Travail de Belgique、 PTB、PVDA+/PTB-GO!）は、ベルギーの 左派政党である。ベルギーの他の政党がフランドルやフランス語圏のいずれかであるのとは対照的に、全国単位で活動している。
近年国際共産主義セミナーを開催しており、その中で主要な位置を示しつつある。
1960年代の学生運動が源流であり、次第に労働者の政党として生まれ変わった。当時ベルギー共産党があったものの、それを社民主義に行き過ぎていると考え、ベトナム反戦運動や、反植民地主義・市民と労働者の党として認知されるようになった。
2017年の総選挙では2議席を獲得した。
2019年総選挙では10議席上乗せし12議席獲得した。